# Национальный совет корпораций
Национальный совет корпораций (итал. Consiglio Nazionale delle Corporazioni) — государственный орган в Итальянском королевстве в эпоху фашизма, возглавляемый непосредственно главой правительства страны, или, в качестве его заместителя, Министром по делам корпораций и состоящего из представителей синдикатов и работодателей, экономических и социальных министерств, Национальной фашистской партии и других национальных объединений. Количество членов Совета с течением времени менялось, и составляло более чем 500 человек.
Совет был учрежден королевскими указами от 2 июля 1926 г., № 1131, от 14 июля 1927 г., № 1347, стал государственным органом в соответствии с Законом 20 марта 1930 г., № 206 и был открыт 22 апреля этого года. В 1939 г., с созданием Палаты фасций и корпораций, члены Совета стали её членами. Орган был распущен в соответствии с королевским декретом-законом от 9 августа 1943 г., № 721.

## Структура
Национальный совет корпораций образовывался из:
- семи секций, объединявших в себе представителей определенного рода профессий (свободных профессий и искусства, промышленности и кустарного производства, сельского хозяйства, торговли, внутренних коммуникаций, морского и воздушного транспорт, банковского дела и страхования), некоторые из секций были разделены на подсекции;
- специальных постоянных комиссий, сформированных для обсуждения отдельных вопросов общего характера и в основном технического порядка;
- Центрального корпоративного комитета, которому поручено координировать деятельность Совета, принимать срочные решения вместо Генеральной Ассамблеи в период между её заседаниями и давать рекомендации относительно политики руководства синдикатами;
- Генеральной ассамблеи, в компетенцию которой входило принятие решений по вопросам, касающихся всего Совета и корпоративного государства, решение которых невозможно было осуществить в рамках секции или подсекции.